# Arthur Saint-Léon

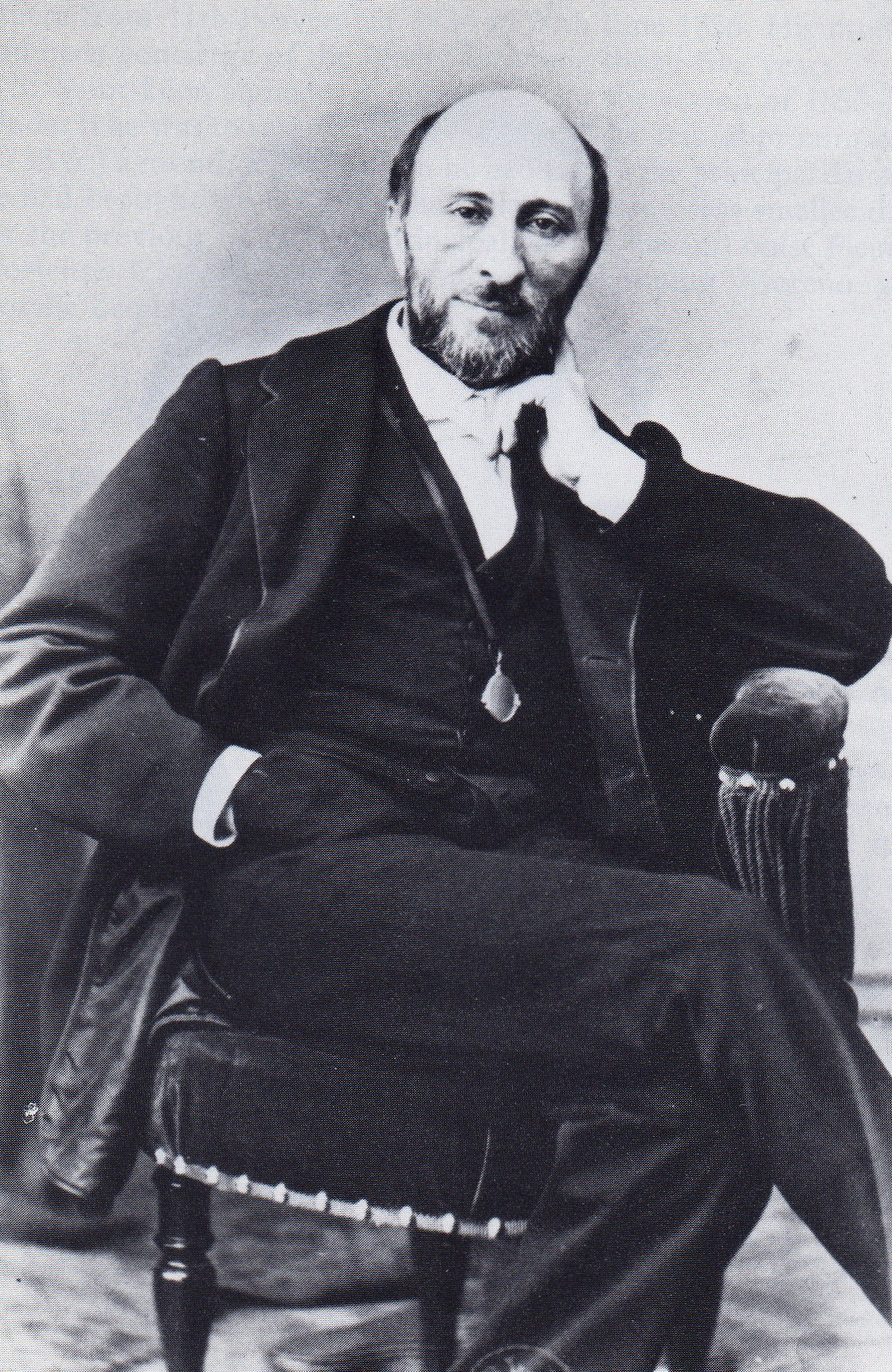
Arthur Saint-Léon, 1865

Charles Victor Arthur Michael Saint-Léon (* 17. September 1821 in Paris; † 2. September 1870 ebenda) war ein französischer Geiger, Tänzer, Choreograf und Tanztheoretiker.

## Leben
Arthur war der Sohn von Léon Michel Saint-Léon, der „Figurant“ an der Pariser Oper war, und Adèle Joséphine Nicolau. Er wuchs in Stuttgart auf, wo sein Vater 14 Jahre lang als Tanzmeister der Prinzessinnen angestellt war. Er studierte Violine bei Joseph Mayseder und Nicolò Paganini. 1834 debütierte er als 13-jähriger Geiger mit einem Violinkonzert von Pierre Rode in Stuttgart. Zwischen 1840 und 1863 komponierte er eine Anzahl von Werken für Violine, aber auch Viola d’amore.
Als Tänzer debütierte er am 31. Juli 1835 in München, gemeinsam mit Frl. Scherzer in einem Pas de deux aus Joseph Schneider’s Ballet Die Reisende Ballet-Gesellschaft (Musik: Pentenrieder).
1837 kehrte die Familie nach Paris zurück, wo Arthur weiter Tanz studierte und als Violinist auftrat. 1838 debütierte er als Charaktertänzer am Théâtre de la Monnaie in Brüssel. Danach ging er nach Wien (1841), Mailand (1842), Turin (1841–1846) und Rom (1843), wo Saint-Léon sein erstes Ballett La Vivandière choreografierte. Tänzerische Engagements folgten in Venedig, Florenz, Turin, Hamburg, Berlin (1846/47: Die Marketenderin und der Postillion), Paris, Stockholm, Madrid und London. In Wien tanzte Saint-Léon zum ersten Mal mit der berühmten Fanny Cerrito als Partnerin. In London tanzten beide sehr oft zusammen. Sie wurden bald auch privat ein Paar, reisten zusammen nach Rom, Florenz, Parma und wieder zurück nach London. Aus diesem Ballett existiert eine vollständige Aufzeichnung des Pas de six in Saint-Léons Sténochorégraphie. Der Erfolg dieses Balletts führte sie auf eine Tourneen in England und nach Italien. Am 17. April 1845 heirateten sie in der Église des Batignolles in Paris.
1847 wurde Saint-Léon von der Pariser Oper beauftragt ein neues Ballett mit Cerrito als Tänzerin zu choreografieren. Dazu brachte er das Ballett Alma, ou La Fille de feu, welches 1842 von Cerrito und André Deshayes geschaffen wurde, unter dem neuen Titel La Fille de Marbre auf die Bühne. Das Ballett – von Théophile Gautier enthusiastisch beschrieben – war ein großer Erfolg. In Tartini Violinista (1848) trat Saint-Léon in einer Doppelfunktion als Tänzer und Geiger auf.
Cerrito und Saint-Léon gingen danach nach Venedig, wo sie drei neue Ballette am Teatro La Fenice herausbrachten. Im März 1851 trennten sie sich künstlerisch wie privat. Sie tanzten ein letztes Mal als Paar in einer Gala im Oktober 1851. Danach nahm Saint-Léon die Stelle eines ersten Ballettmeisters und Tanzlehrers an der Pariser Opéra an.
Nach einer Saison in London ging Saint-Léon nach Lissabon, wo er drei Jahre lang am Teatro de São Carlos neue und alte Ballette zur Aufführung brachte. Er wurde Professor des Lissabonner Konservatoriums und erhielt durch den Portugiesischen König das Christus-Ordenskreuz verliehen. Finanzielle Schwierigkeiten zwangen ihn, wieder in Europa Tourneen zu geben, bis er 1859 Ballettmeister am Kaiserlichen Theater in Sankt Petersburg wurde. Diese Stelle hatte er bis zu seinem Tod inne, auch wenn er nicht dort wohnte. Er war der Erste, der dort zusammen mit Cesare Pugni ein Ballett über ein Russisches Thema herausbrachte: Das bucklige Pferdchen (engl.: The Humpbacked Horse). Da er jeweils nur für sechs Monate anwesend sein musste, reiste er oft nach Paris.
1865 entdeckte Saint-Léon die junge deutsche Tänzerin Adèle Grantzow, welche er bereits 1858 in Hannover tanzen sah. Er empfahl sie als Primaballerina an das Moskauer Bolschoi-Theater, wo sie seine Geliebte wurde. Am 11. November 1866 wurde Saint-Léons Ballet La Source mit Musik von Delibes und Minkus in Paris uraufgeführt. Statt Adèle Grantzow, die aufgrund ihres Vertrages nach Moskau zurück musste, tanzte die italienische Tänzerin Guglielmina Salvioni. Mme. Grantzow wurde auch 1870 bei der Pariser Premiere von Coppélia, diesmal wegen Krankheit, durch eine italienische Tänzerin ersetzt.
Saint-Léon konnte an seine Pariser Erfolge in Russland nicht anschließen, wo seine Werke eher schlecht aufgenommen wurden. Er ging so weit, dass er einen Kritiker sogar zum Duell forderte. 1866 beauftragte ihn die Pariser Opéra zur Choreografie von Coppélia. Aufgrund der ständigen Reisen zwischen Paris und Moskau konnte erst am 25. Mai 1870 die Uraufführung stattfinden.
Er starb am 2. September 1870 in Paris an einem Herzinfarkt, nur drei Monate nach der Premiere von Coppélia.

## Werke
- 1843 La Vivandière (Musik: Enrico Rolland), Rom; (später: Cesare Pugni)
- 1845 Rosida, ou les Mines de Syracuse (Musik: Cesare Pugni), London
- 1846 Der Maskenball (Musik: ?), Berlin
- 1847 Das Blumenmädchen im Elsass (Musik: Massimiliano Graziani, Conradi), Berlin
- 1847 La Fille de marbre (Musik: Cesare Pugni nach Michael Costa), Paris
- 1848 Tartini Violinista (Musik: Saint-Léon, Giovanni Felis, Cesare Pugni), Venedig (=Le Violon du Diable, Paris 1849).
- 1848 L’Anti-Polkista ed i Polkamani, Venedig
- 1850 Stella ou Les Contrabandiers (Musik: Cesare Pugni), Paris
- 1850 Menuet, Gavotte et Polka, ou Jadis et aujourd’hui, Paris
- 1850 L’Enfant Prodige (Divertissement in einer Oper von Aubert), Paris
- 1851 Pâquerette (Musik: François Benoist), Paris
- 1851 Les Nations (Musik: Kantate von Adolphe Adam), Paris
- 1852 Le Berger Aristée et les abeilles (Divertissement in Halévy’s Oper ‚Le juif errant’), Paris
- 1853 Le Lutin de la vallée (opera ballet von Ernest Gautier), Paris
- 1853 Le Danseur du Roi (opera ballet von Ernest Gautier), Paris
- 1854 La Roziere, Lissabon
- 1854 Saltarello, ou o maniaco po la dança (Musik: Saint-Léon), Lissabon
- 1854 Lia la bayadère, Lissabon
- 1855 O ensaio geral, ou as afflicçoés de Zefferini (Pasticcio), Lissabon
- 1855 Bailados allegoricos, Lissabon
- 1856 O Triumvir amoroso, Lissabon
- 1856 Os Saltimbancos, ou os processo do fandango (Musik orchestriert von Santos Pintos), Lissabon
- 1856 Meteora, ou as estellas cadentes (Musik: Santos Pintos), Lissabon
- 1856 Stradella, ou o peder de musica (Musik: Santos Pintos), Lissabon
- 1859 Jovita, ou les Boucaniers mexicains (Musik: Théodore Labarre), St. Petersburg
- 1860 Graziella, ou les Dépits amoureux (Musik: Cesare Pugni), St. Petersburg
- 1864 Das bucklige Pferdchen (Musik: Cesare Pugni), St. Petersburg
- 1866 Le Poisson Doré (Musik: Ludwig Minkus), St. Petersburg
- 1866 La Source (Musik: Léo Delibes und Ludwig Minkus), Paris
- 1869 Le Lys (Musik: Ludwig Minkus), St. Petersburg
- 1870 Coppélia (Musik: Léo Delibes), Paris

## Schriften
- La Sténochorégraphie, 1852
- De l’État actuel de la Danse, 1856
- Théorie de la gymnastique de la danse théâtrale, 1859